# Orthosia obscurior
Orthosia obscurior là một loài bướm đêm trong họ Noctuidae.